# Биттнер, Юлиус

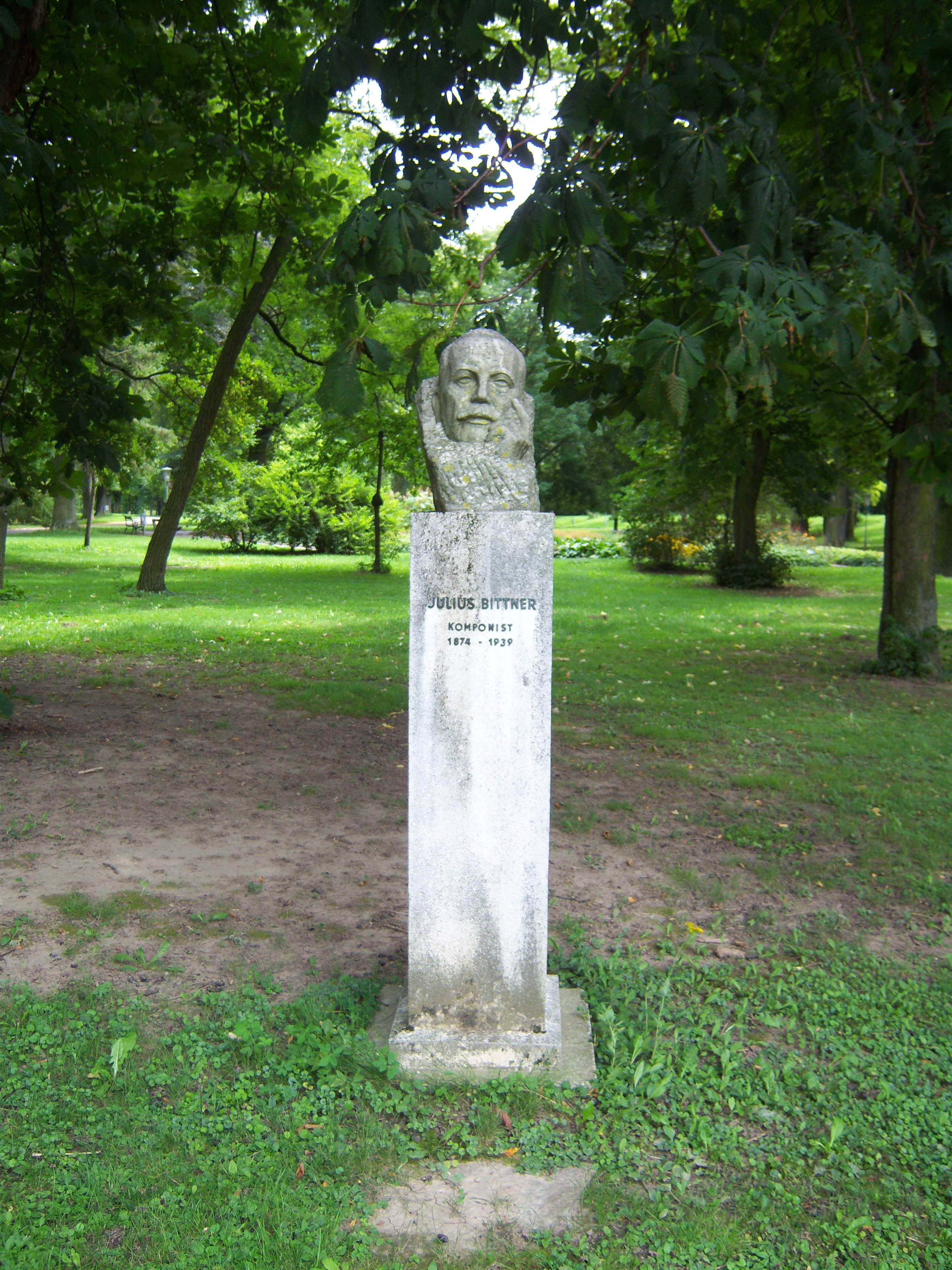
Бюст Юлиуса Биттнера в г. Волькерсдорф-им-Вайнфиртель

Юлиус Биттнер (нем. Julius Bittner; 9 апреля 1874, Вена — 9 января 1939, там же) — австрийский музыкант и композитор.

## Биография
Сын судьи. Сделал успешную карьеру как юрист и вплоть до 1920 года занимал судейскую должность в Волькерсдорфе, затем в течение нескольких лет работал в департаменте юстиции.
Музыкальное образование получил в Венской консерватории, ученик Й. Лабора.
В 1964 практически все произведения композитора: автографы, наброски и готовые музыкальные сочинения были переданы Венской городской библиотеке.
Похоронен в Вене на Центральном кладбище.

## Творчество
Ю. Биттнер — представитель поздней романтической оперы в традиции Рихарда Вагнера. Проявил себя главным образом в области музыкального театра. Был одним из самых известных и наиболее часто исполняемых австрийских оперных композиторов первой половины XX-го века.
Автор 11 опер, в том числе «Музыкант» (1910), «Горное озеро» (1911), «Адское золото» (1916) и др.; балетов — «Рынок любви» (постановка 1909 г.), «Тарантелла смерти» (1920); 2-х оперетт; музыки для оркестра — 2 симфоний, 2 симфонических поэм; 2 струнных квартетов, сонаты для виолончели и фортепиано, пьес для фортепиано, в том числе цикл «Австрийские танцы»; песен.
Многие из его опер, сочиненных на австро-альпийские темы, в основном, базируется на самостоятельно написанных либретто.

## Избранные произведения
Оперы
- 1907 Die Rote Gred
- 1909 Der Musikant
- 1911 Der Bergsee
- 1916 Das Höllisch Gold
- 1917 Der liebe Augustin
- 1921 Die Kohlhaymerin
- 1923 Das Rosengärtlein
- 1934 Das Veilchen

## Награды
Был удостоен целого ряда наград и почетных званий. В 1915 — лауреат премии Gustav Mahler Prize, в 1918 — Raimund Prize, в 1925 получил премию искусств города Вены, в 1937 — Государственную премию Австрии в области музыки и литературы.
В 1925 году стал членом Германской академии искусств в Берлине.